# Adolf Klein (Schauspieler)

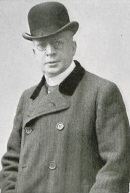
Adolf Klein im Jahr 1904 in Berlin

Adolf Klein (* 13. August 1847 auf der Wieden bei Wien; † 11. März 1931 in Berlin) war ein österreichischer Schauspieler und Theaterdirektor.

## Leben
Adolf Klein besuchte trotz des Widerstands seines Vaters das Wiener Konservatorium und gab sein Debüt 1865 in Baden bei Wien. In den Jahren seiner Entwicklung zum Schauspieler führte ihn ein unstetes Wanderleben bis nach Bukarest. Im Jahre 1871 erhielt Klein ein Engagement am Nationaltheater Berlin, 1872 spielte er in Königsberg, 1873 bis 1876 in Leipzig sowie von 1876 bis 1880 nach erfolgreichem Gastspiel als Mephistopheles und Wallenstein (Schiller) am Hoftheater Berlin.
Von dort berief ihn Franz von Dingelstedt als Charakterdarsteller an das Burgtheater. Des Weiteren wirkte er von 1884 bis 1885 am Hamburger Thalia-Theater, von 1885 bis 1886 in Moskau, von 1886 bis 1889 am Hoftheater in Dresden, danach wieder in Berlin am Hoftheater, am Lessingtheater sowie am Neuen Schauspielhaus. Ab dem Jahre 1910 leitete Klein das Deutsche Theater in Łódź. Klein war mit der Königlichen Hofschauspielerin Jenny Frauenthal (Eugenia Frauenfeld, 1854–1936), einer gebürtigen Wienerin, verheiratet.

## Wirken
Der virtuose, vielseitige Schauspieler Klein trat bei den Düsseldorfer Goethe-Festspielen und in zahlreichen Gastspielen auf, die ihn bis nach London führten.
Adolf Klein verkörperte in Hauptrollen unter anderem den Franz Moor, den Wurm, den Herzog von Alba, den König Lear, den Nathan den Weisen, den Meineidbauer, den Jago oder den Shylock. Im Film war er unter anderem 1920 in Ernst Lubitschs Anna Boleyn zu sehen.

## Filmografie (Auswahl)
- 1916: Gelöste Ketten
- 1916: Die Gräfin Heyers
- 1917: Lulu
- 1917: Christa Hartungen
- 1918: Die Dreizehn
- 1918: Das Tagebuch des Dr. Hart
- 1918: Keimendes Leben (2 Teile)
- 1918: Dem Licht entgegen
- 1918: Totenkopfreiter
- 1919: Die Pantherbraut
- 1919: Arme Thea
- 1919: Der Tänzer (2 Teile)
- 1920: Katharina die Große
- 1921: Der Leidensweg der Inge Krafft
- 1921: Die Abenteurerin von Monte Carlo
- 1921: Am Webstuhl der Zeit
- 1921: Lady Hamilton
- 1922: Fridericus Rex
- 1922: Der brennende Acker
- 1922: Dr. Mabuse, der Spieler (2 Teile)
- 1922: Phantom
- 1922: Das schwarze Kuvert
- 1923: Die Frau mit den Millionen
- 1923: Der Weltspiegel
- 1923: Die Magyarenfürstin
- 1924: Carlos und Elisabeth
- 1924: Windstärke 9
- 1925: Schatten der Weltstadt
- 1925: Bismarck, 1. Teil
- 1926: Die tolle Herzogin
- 1926: Bismarck 1862-1898
- 1930: 1914, die letzten Tage vor dem Weltbrand